# Araneus catillatus
Araneus catillatus là một loài nhện trong họ Araneidae.
Loài này thuộc chi Araneus. Araneus catillatus được Tord Tamerlan Teodor Thorell miêu tả năm 1895.